# Église Sainte-Marie-Auxiliatrice
L'église Sainte-Marie-Auxiliatrice est un édifice religieux catholique dédié à Marie Auxiliatrice. C'est monument historique situé à Jungholtz, dans le département français du Haut-Rhin.

## Localisation
Ce bâtiment est situé thierenbach à Jungholtz.

## Historique
L'édifice fait l'objet d'une inscription au titre des monuments historiques depuis 1982.
L'édifice fait l'objet d'un classement au titre des monuments historiques depuis 1982.

## Architecture

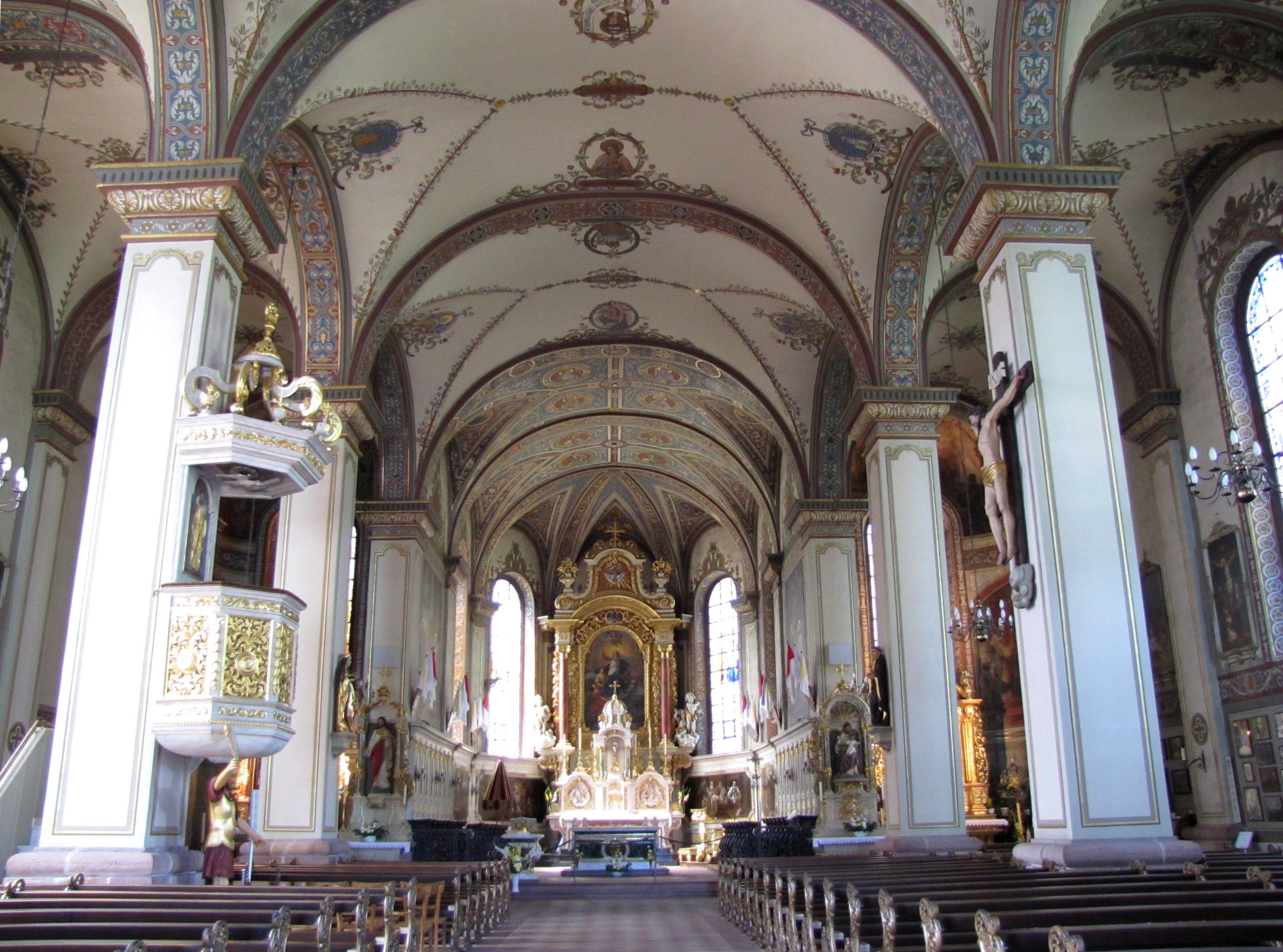
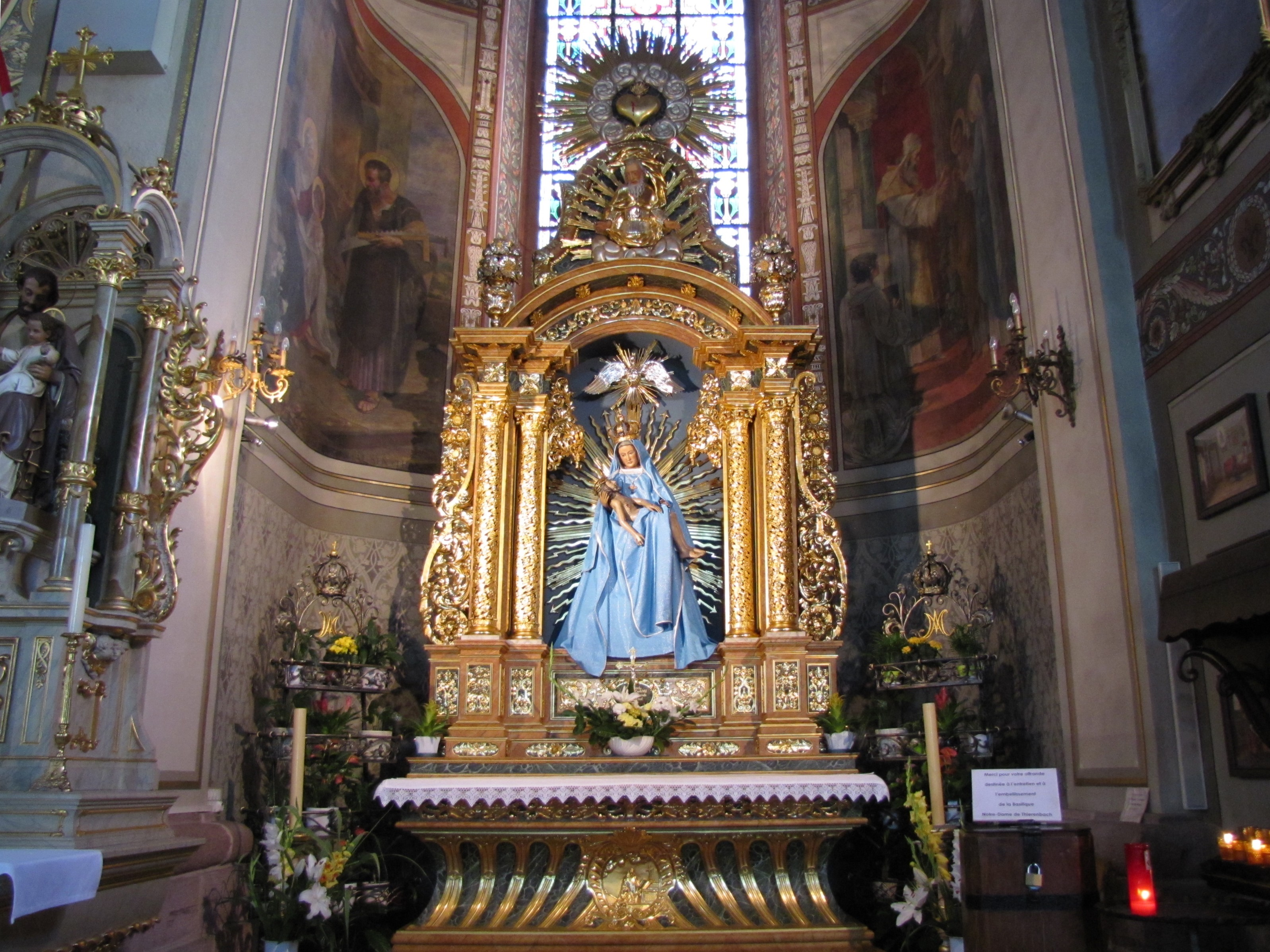
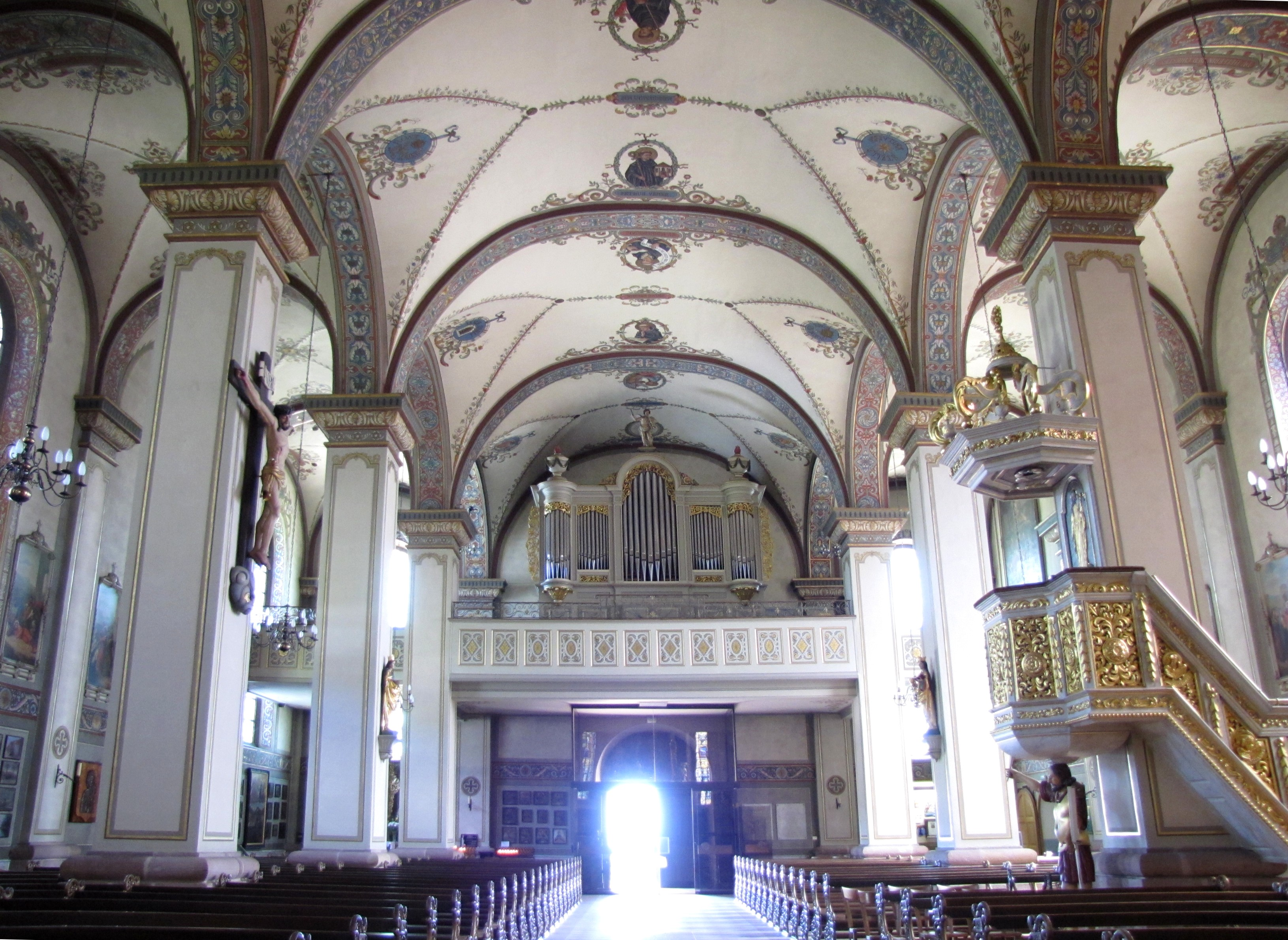
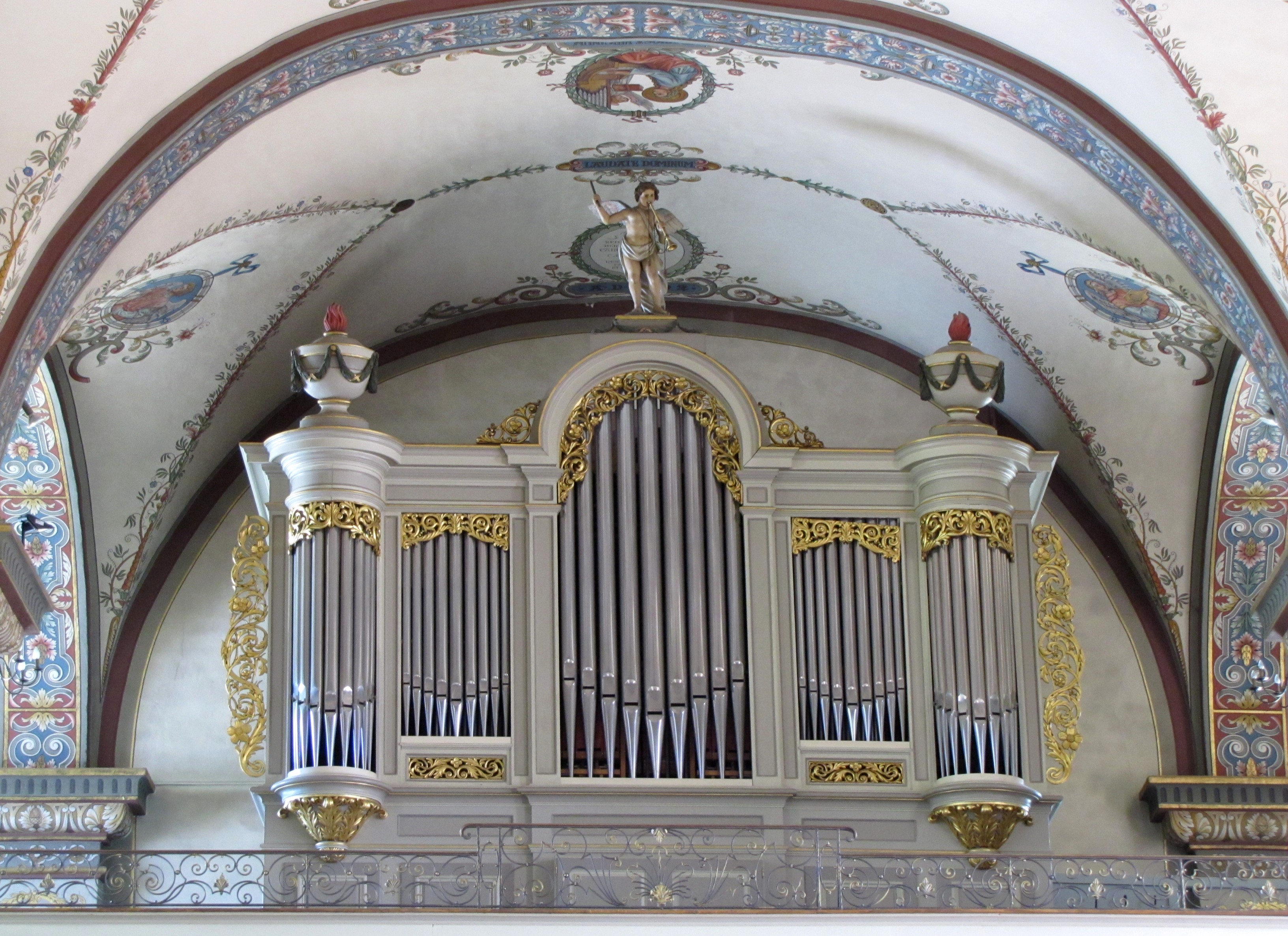